# 加氫脫烷基反應
加氫脫烷基反應是一種牽扯到芳香族的反應，例如甲苯，在有氫的環境下會形成一個沒有官能基的芳香烴。1,2,4-三甲苯轉換成對二甲苯就是一個例子。這一個化學過程通常發生在高溫高壓的環境之下，或是有催化劑的存在下進行。這些主要是過渡金屬，例如：鉻或鉬。

## 例子
- 甲苯脱烷基化制苯
- 烷基交换作用